# 德國娛樂軟件檢驗局
德国娱乐软件检验局（Unterhaltungssoftware Selbstkontrolle，USK）是用于德国境内的软件分级系统。

## 分级
|  | 所有人适合   |
|  | 6岁以上适合  |
|  | 12岁以上适合 |
|  | 16岁以上适合 |
|  | 18岁以上适合 |